# Спускане в Маелстрьом
Спускане в Маелстрьом (на английски: A Descent into the Maelström) е разказ от 1841 на американския писател и поет Едгар Алън По. За първи път е публикуван в броя от април 1841 на Греъмс Мегъзин. По не успял да напише разказа в срока, даден от издателя и затова по-късно признал, че не е направил идеално разказа. Въпреки това, „Спускане в Маелстрьом“ става много успешен и е преведен на много езици. Разказът също така е отпечатан в деветото издание на Енциклопедия Британика. Всъщност в проучванита си По е използвал и материали от енциклопедии.
Сюжетът на произведението включва историята на един човек, попаднал във великия водовъртеж Маелстрьом и неговите приключения там.